# 蹉跎村
蹉跎村（さだむら）は、大阪府北河内郡にあった村。現在の枚方市の南西部、京阪本線・光善寺駅の周辺にあたる。

## 地理
- 河川：淀川

## 歴史
- 1889年（明治22年）4月1日 - 町村制の施行により、茨田郡中振村・出口村・走谷村の区域をもって発足。
- 1896年（明治29年）4月1日 - 所属郡が北河内郡に変更。
- 1938年（昭和13年）11月3日 - 枚方町・殿山町・山田村・樟葉村・川越村と合併し、改めて枚方町が発足。同日蹉跎村廃止。

## 交通

### 鉄道路線
- 京阪電気鉄道
  - 京阪本線
    - 光善寺駅

### 道路
- 京街道

## 名所・旧跡・観光スポット・祭事・催事
- 蹉跎神社
- 光善寺